# Mollens (Vaud)
Mollens − miejscowość i gmina (commune) w zachodniej Szwajcarii, w kantonie Vaud, w okręgu (district) Morges. Leży nad rzeką Veyron.   

## Demografia
W Mollens mieszkają 324 osoby. W 2021 roku 18,8% populacji gminy stanowiły osoby urodzone poza Szwajcarią.